# Rich Moore
Richard L. "Rich" Moore, född 10 maj 1963 i Oxnard i Kalifornien, är en amerikansk film- och TV-regissör inom animeringsområdet, samt manusförfattare och röstskådespelare. Han är mest känd för att vara regissör på TV-serierna Simpsons, The Critic och Futurama, samt på Walt Disney Animation Studios-filmerna Röjar-Ralf (2012), Zootropolis (2016) och Röjar-Ralf kraschar internet (2018). Han har också fått ta emot sex stycken film- och TV-priser, vilket är två stycken Emmy Awards, tre stycken Annie Awards, och en Oscarsstatyett.

## Filmografi (i urval)

### Filmer
- 1986 – Bring Me the Head of Charlie Brown
- 2007 – The Simpsons: Filmen
- 2008 – Horton
- 2012 – Röjar-Ralf
- 2016 – Zootropolis
- 2018 – Röjar-Ralf kraschar internet
- 2021 – Vivo

### TV-serier
- 1990–1993 – Simpsons (TV-serie)
- 1994–1995 – The Critic (TV-serie)
- 1999–2001 – Futurama (TV-serie)
- 2000 – Baby Blues (TV-serie)
- 2005–2006 – Drawn Together (TV-serie)